# Linus törvénye
Linus törvénye két fogalmat is jelöl, mindkettőt Linus Torvaldsról nevezték el.

## Linus törvénye Eric S. Raymond szerint
Linus törvénye Eric S. Raymond szerint a következőt állítja:
„given enough eyeballs, all bugs are shallow”. (több szem többet – több szoftverhibát – lát)
Hivatalosabban:
„Ha elég nagy számú béta-tesztelővel és társprogramozóval dolgozunk együtt, akkor majdnem minden problémára gyorsan fény derül és a megoldás is nyilvánvaló lesz valaki számára.” Ezt a szabályt A katedrális és a bazár című esszéjében írta le először.

## Linus törvénye Linus Torvalds szerint
Maga Linus Torvalds is ír egy gondolatot Linus törvénye névvel The Hacker Ethic című könyvének bevezetőjében:
„Linus's Law says that all of our motivations fall into three basic categories. More important, progress is about going through those very same things as 'phases' in a process of evolution, a matter of passing from one category to the next. The categories, in order, are 'survival', 'social life', and 'entertainment'.”
Magyarul kb.:
„Linus törvénye szerint minden motivációnkat három alapvető kategóriába sorolhatjuk. Ami még fontosabb az az, hogy a fejlődés arról szól hogy egy evolúciós folyamatban ugyanezeken a dolgokon megyünk át mint 'fázisokon', vagyis egyik kategóriából a következőbe jutunk. Ezek a kategóriák sorban: a 'túlélés', a 'társadalmi élet' és a 'szórakozás'.”
Ez a gondolat hasonlít Maslow szükséghierarchiájához.